# Okręg wyborczy Westmorland
Okręg wyborczy Westmorland powstał w 1290 r. i wysyłał do angielskiej, a następnie brytyjskiej, Izby Gmin dwóch deputowanych. Okręg obejmował hrabstwo Westmorland w północnej Anglii. Został zlikwidowany w 1885 r., ale przywrócono go ponownie w 1918 r., tym razem jako okręg jednomandatowy. Zniesiono go w 1983 r.

## Deputowani do brytyjskiej Izby Gmin z okręgu Westmorland

### Deputowani w latach 1660–1885
- 1660–1661: John Lowther
- 1660–1661: Thomas Wharton
- 1661–1677: Thomas Strickland
- 1661–1678: Philip Musgrave
- 1677–1679: John Lowther
- 1678–1689: Alan Bellingham
- 1679–1681: Christopher Philipson
- 1681–1696: John Lowther
- 1689–1689: Henry Wharton
- 1689–1690: Goodwin Wharton, wigowie
- 1690–1695: Christopher Musgrave
- 1695–1701: Richard Sandford
- 1696–1701: William Fleming
- 1701–1701: Christopher Musgrave
- 1701–1707: Henry Grahme
- 1701–1702: Richard Sandford
- 1702–1704: Christopher Musgrave
- 1704–1705: William Flemint
- 1705–1708: Robert Lowther
- 1707–1708: Michael Fleming
- 1708–1722: Daniel Wilson
- 1708–1727: James Grahme
- 1722–1741: Anthony Lowther
- 1727–1747: Daniel Wilson
- 1741–1747: Philip Musgrave
- 1747–1754: Edward Wilson
- 1747–1759: John Dalston
- 1754–1761: George Dalston
- 1759–1761: Robert Lowther młodszy
- 1761–1763: James Lowther
- 1761–1768: John Upton
- 1763–1764: Robert Lowther młodszy
- 1764–1774: John Robinson
- 1768–1774: Thomas Fenwick
- 1774–1775: James Lowther, torysi
- 1774–1806: Michael le Fleming, torysi
- 1775–1812: James Lowther of Aikton, torysi
- 1806–1813: John Pennington, 1. baron Muncaster, torysi
- 1812–1867: Henry Cecil Lowther, Partia Konserwatywna
- 1813–1831: William Lowther, wicehrabia Lowther, torysi
- 1831–1832: Alexander Nowell, wigowie
- 1832–1841: William Lowther, wicehrabia Lowther, Partia Konserwatywna
- 1841–1854: William Thompson, Partia Konserwatywna
- 1854–1871: Thomas Taylour, hrabia Bective, Partia Konserwatywna
- 1868–1885: William Lowther, Partia Konserwatywna
- 1871–1885: Thomas Taylour, hrabia Bective, Partia Konserwatywna

### Deputowani w latach 1918–1983
- 1918–1924: John Wakefield Weston, Partia Konserwatywna
- 1924–1945: Oliver Stanley, Partia Konserwatywna
- 1945–1964: William Fletcher-Vane, Partia Konserwatywna
- 1964–1983: Michael Jopling, Partia Konserwatywna